# René Cherrier
René Cherrier, né le 12 avril 1904 à Mehun-sur-Yèvre et mort le 5 juin 1985 à Bourges, est un homme politique français.

## Biographie
Fils d’un ouvrier à la pyrotechnie des Établissements militaires de Bourges, René Cherrier est le frère cadet de Marcel Cherrier. Après l’école primaire, l’obtention du certificat d’études primaires et un an de cours supérieur, il est apprenti à l’École centrale de Pyrotechnie des Établissements militaires (EM) de Bourges. Il adhère au syndicat en 1918, à l’âge de quatorze ans, et devient membre du Parti communiste en octobre-novembre 1925. En 1926-1927, il travaille comme ajusteur aux Établissements Ernault, à Ivry-sur-Seine (Seine, Val-de-Marne), et milite au comité du sous-rayon d’Ivry en même temps qu’il est secrétaire de la cellule d’usine.
De retour à Bourges fin 1927, il travaille à l’usine Brillant, puis revient aux Établissements militaires. En 1934, il est élu secrétaire de la section de Bourges. À la même époque, il assume le secrétariat adjoint du syndicat CGTU des EM et conserve son poste après la réunification de la CGT. Il est également trésorier du SRI du Cher, membre d’une coopérative et d’une association de locataires. La préfecture l’a inscrit au Carnet B jusqu’en 1938.
En 1937, René Cherrier est le premier élu communiste du conseil d’arrondissement à Bourges. Déchu de son mandat, relevé de son poste d’ouvrier d’État en 1939, il est envoyé sur le front d’Alsace. Il revient à Bourges fin juillet 1940. Membre du bureau fédéral clandestin pendant la guerre, il prend part à la rédaction et à la diffusion de matériel communiste. En décembre 1940, sa demeure est perquisitionnée. La police le décrit alors ainsi : "Taille 1 m 55 ; rasé ; menton à fossette ; sourcils arqués ; nez rectiligne ; yeux marron foncé ; front fuyant ; cheveux châtain foncé".
Arrêté et interné le 17 février 1941, il est libéré le 1er mai puis à nouveau arrêté le 22 juin 1941, cette fois par les autorités allemandes. Il est transféré au camp de Compiègne le 30 juin et les Allemands le déportent en janvier 1943 au camp de Sachsen-Hausen-Oranienburg. Il rentre en France en mai 1945.
Pendant son absence, son domicile du 60 avenue de Saint-Amand est perquisitionné par la 5e brigade de police mobile d’Orléans. Des documents indiquant que sa femme "entretenait des relations suivies avec des membres du Parti communiste de Paris", elle est arrêtée le 10 avril 1942.
René Cherrier devient conseiller de la République en 1946. Il siège aux commissions de la justice et de la défense nationale où il prend part aux discussions sur le statut des déportés et internés ; en octobre 1950 son mandat n'est pas renouvelé. Il reprend sa place d’ajusteur, mais son action en faveur de la libération d’Henri Martin le fait révoquer avec vingt-deux autres ouvriers. René Cherrier devient secrétaire de la fédération du Cher en 1955 et le reste jusqu’en 1963. De 1945 à 1951, il est conseiller général de Bourges et vice-président du conseil général du Cher.
En 1974, il est encore membre de la direction fédérale communiste et président de la section du Cher de la Fédération nationale des déportés et internés résistants et patriotes (FNDIRP). La maladie l’écarte ensuite de la vie militante.
Il est marié à Solange Rocher et père de trois enfants : Roger (né en 1928, instituteur, militant SNI, Unité & action, PCF) et Robert (juin 1936, technicien EDF, PCF, CGT), Gisèle (1946, CCAS EDF, CGT).

## Détail des fonctions et des mandats
Mandat parlementaire
- 8 décembre 1946 - 7 novembre 1948 : Sénateur du Cher